# Cour d'appel (Guinée)
Pour les autres articles nationaux ou selon les autres juridictions, voir Cour d'appel.
La Cour d'appel existe en Guinée depuis [Quand ?], dans la région de Conakry et Kankan. La cour d'appel est compétente pour statuer à l'encontre des décisions rendues par les juridictions autres que la Cour suprême, la Haute Cour de Justice et la cour d'appel elle-même.
Les Cours d'appel sont les juridictions du second degré qui connaissent par la voie de l'appel des demandes tendant à la réformation partielle ou à l'infirmation des jugements rendus par les juridictions du premier degré (Tribunaux de grande Instance, Tribunaux d'instance, Tribunaux de commerce).
Elles sont au nombre de deux (Conakry et Kankan). Elle  statue  souverainement sur le  fond des affaires soumises. Elle statue sur « les appels interjetés contre les décisions rendues par : les tribunaux de Première instance et les justices de Paix ; les organes disciplinaires professionnels; les décisions de toute autre juridiction, y compris professionnelle ou arbitrale, dans les cas prévus par la loi ou par la volonté des parties ».
La  Cour  d'Appel  connaît  des  affaires  qui  lui  sont  adressées  par  renvoi  de  la Cour suprême, après cassation. Sauf disposition expresse contraire, elle statue sur les appels interjetés contre les décisions rendues par :
1. Les Tribunaux de Première Instance et les Justices de Paix ;
2. Les Organes disciplinaires professionnels ;
3. Les Décisions de toute autre juridiction, y compris professionnelle ou arbitrale, dans les cas prévus par la loi ou par la volonté des parties[5].

## Cour d'appel de Conakry
Dirigé par Mamady Diawara depuis le 4 mai 2018. 
Chronologie des procureurs général de la Cour d'appel de Conakry :
| N° | Nom et prénoms   | Matricules | Durée                  |
| -- | ---------------- | ---------- | ---------------------- |
| 1  | Mamady Diawara   | -          | 4 mai 2018 à nos jours |
| 2  | Moundjour Chérif | -          | - 4 mai 2018           |
|    |                  |            |                        |

## Cour d'appel de kankan
Situé en haute Guinée, elle est la seconde cours d'appel situé en région, elle est dirigée par le procureur général William Fernandez.
Chronologie des procureurs généraux de la Cour d'appel de Kankan :
| N° | Nom et prénoms    | Matricules | Durée                       |
| -- | ----------------- | ---------- | --------------------------- |
| 1  | William Fernandez | 168003V    | 22 octobre 2014 à nos jours |
| 2  | Aboubacar CAMARA  | 151453P    | - 22 octobre 2014           |
|    |                   |            |                             |

## Liste et ressorts des cours d'appel
| Cour d’appel            | Département ou territoire de son ressort |
| ----------------------- | ---------------------------------------- |
| Cour d'appel de Conakry | Conakry, kindia, Boké, Mamou et Labé     |
| Cour d'appel de Kankan  | kankan, Kérouane, kouroussa et Nzérékoré |